# Пигра
Пигра (итал. Pigra) је насеље у Италији у округу Комо, региону Ломбардија.
Према процени из 2011. у насељу је живело 266 становника. Насеље се налази на надморској висини од 913 м.

## Становништво
Према резултатима пописа становништва 2011. у општини је живело 266 становника.
| 1931. | 1936. | 1951. | 1961. | 1971. | 1981. | 1991. | 2001. | 2011. |
| ----- | ----- | ----- | ----- | ----- | ----- | ----- | ----- | ----- |
| 578   | 554   | 501   | 496   | 457   | 405   | 388   | 302   | 266   |